# Kościół św. Stanisława Kostki w Okuniewie
Kościół świętego Stanisława Kostki – rzymskokatolicki kościół parafialny należący do dekanatu Sulejówek diecezji warszawsko-praskiej.
Jest to świątynia wzniesiona w latach 1823–1835 i ufundowana przez Jana Łubieńskiego, właściciela dóbr okuniewskich. Projekt jest przypisywany Chrystianowi Piotrowi Aignerowi. Salowy kościół jest murowany, posiada nawę na planie prostokąta zakończoną węższą, półkoliście zamkniętą apsydą prezbiterialną, otoczoną pięciokątnym obejściem. Ściany wnętrza są rozczłonkowane pilastrami toskańskimi, między którymi są umieszczone płytkie wnęki arkadowe. We wnękach tych są umieszczone półkoliście zamknięte okna lub ołtarze. Chór muzyczny jest podparty trzema arkadami zamkniętymi koszowo. Fasada jest podzielona czterema pilastrami jońskimi i zwieńczona trójkątnym przyczółkiem z płasko rzeźbioną sceną Ukrzyżowania umieszczoną w tympanonie, powyżej jest umieszczony szczyt schodkowy. Na osi fasady znajduje się portal z trójkątnym przyczółkiem. Budowla posiada dach dwuspadowy pokryty blachą. Większość zabytkowego wyposażenia świątyni powstała w XVIII wieku. w ołtarzu głównym jest umieszczony obraz Trójcy Świętej, namalowany przez szkołę włoską na początku XVIII wieku.